# 三人の人物のいる風景
『三人の人物のいる風景』（さんにんのじんぶつのいるふうけい、西: Paisaje con tres hombres、英: Landscape with Three Figures）、または『建物のある風景』（たてもののあるふうけい、西: Paisaje con edificios、英: Landscape with Buildings）は、17世紀フランスの画家ニコラ・プッサンが1648-1651年ごろ、キャンバス上に油彩で制作した風景画である。作品は1746年にラ・グランハ宮殿のフェリペ5世のコレクション目録に記載されているもので、現在、マドリードのプラド美術館に所蔵されている。

## 作品
この絵画は牧歌的風景画であり、描かている3人の人物、および画中に見えるほかの人物は、最小限の重要性しか持っていない。プッサンは、1648年以降、この種の風景画を採りあげるようになった。それは、アカデミックな環境では高く評価されなかったからであり、また古典的なジャンルではなかったからである。本作は、大気が「空間における一つの物質であり、画面全体を満たし、それを一体とする」風景に到達しており、17世紀絵画の達成したものが明らかに見て取れる。
本作の主役は、川の流れが生んだ広大な渓谷の風景である。川岸にはいくつかの建物があり、渓谷は地平線上では樹々と山々に枠取られている。明るい色調から、バランスよく配置された様々な要素にいたるまで、すべてが静けさと調和を醸し出している。自然は理想化されている一方、建物や人物の衣服は古代のものを想起させる。
前景には、3人の座っている人物と、馬を連れた2人の人物が見える。この情景は、古代ギリシアにおける犬儒学派の哲学 (やがてストア学派を生み出す) の祖ディオゲネス (紀元前413年ごろ-324年ごろ) のアテナイへの旅を表している可能性がある。画面で唯一の色彩的なアクセントになっているのは、2人の旅人と言葉を交わす人物の衣服の赤色であるが、この人物をディオゲネスとする説がある。ディオゲネスはすべての奢侈を放棄した人物で、通常、粗野なケープを纏っただけの姿で表される。本作に表わされているのは、彼がスパルタとアテナイを往復していた際にどちらを好むかと質問された場面であると推測される。ちなみに、プッサンは、『ディオゲネスのいる風景』 (ルーヴル美術館、パリ) でもディオゲネスを描いている。